# Хаін Ахмед-паша
Хаін Ахмед-паша (тур. Hain Ahmed Paşa, *д/н — 1524) — державний і військовий діяч Османської імперії, візир, 4-й паша Єгипетського еялету в 1523—1524 роках.

## Життєпис
Мав аланське походження. Освіту здобув у палацовій школі Ендерун. Військову службу ніс у корпусі яничарів. 1516 року призначений султаном Селімом I імрахором (заступником мірахура — начальника імператорських стаєнь). У 1516—1517 роках відзначився у війні з Єгиптом.
У 1520 році брав участь у поході султана Сулеймана I на Белград, звитяживши під час захоплення цього міста. 1521 року був призначений бейлербеєм Румелії. У 1521 році став членом дивана на посаді третього візира. У 1522 році брав участь в кампанії на о. Родос проти ордену госпітальєрів. За виявлену в цій кампанії хоробрість отримав титул сердарліка. Командував облоговими роботами на острові. Саме на зустрічі з ним Філіпп де Вільє де л'Іль-Адам, великий магістр ордену госпітальєрів, обговорював умови здачі острова. 20 грудня прийняв почесну капітуляцію лицарів.
Того ж року сприяв відставці великого візира Пірі Мехмеда-паші, розраховуючи, що відповідно до порядку наступності посад мав стати наступним великим візиром. Втім султан Сулейман I Величний вирішив в обхід прийнятого порядку призначити великим візиром свого близького друга Паргали Ібрагім-пашу. Зробивши вигляд, що змирився з цим, Ахмед-паша попросив призначити його бейлербеем Єгипту, що й зроблено 1523 року.
Спочатку Ахмед-паша відновив закони, що діяли за Мамелюцького султанату, в своєму управлінні став спиратися на компроміс з місцевими бедуїнських шейхами в обмін на їх сприяння в забезпеченні законності і порядку. Невдовзі великий візир Паргали Ібрагім-паша запропонував султану на посаду бейлербея Єгипту Кара Мусу-пашу. Поширювалися чутки, що Ахмед-пашу відкличуть до Стамбула, де стратять. У січні 1524 року Ахмед-паша оголосив Єгипет незалежним від Османської імперії, проголосивши себе новим султаном Єгипту під ім'ям аль-Малік Мансур. Відповідно, від його нового імені почалося читання хутби. Місцеві яничари опинилися обложеними в Каїрської касбі (цитаделі), яку незабаром здобули. Ахмед-паша спробував встановити дружні відносини з місцевими християнами.
Проти Ахмеда відправили османське військо під орудою Айяс Мехмед-паші. Водночас султанська агентура привернула на свій бік кадізаде Мехмед-бея, який влаштував засідку над Ахмед-пашу під час купання в хамамі. Втім під час замаху Ахмед був лише важко поранений і зумів втекти від нападників. Проте невдовзі шейх племені бану-бакр, в якого сховався Ахмед, видав його Мехмеду-паші, який у березні 1524 року стратив того. За своє повстання дістав прізвисько Хаін (Зрадник).